# Mohammed Abdullah Darwish
Mohamed Abdullah Abbas Darwish (arab. محمد عبد الله عباس درويش; ur. 28 marca 1986 w Dubaju) – lekkoatleta ze Zjednoczonych Emiratów Arabskich, trójskoczek, uczestnik igrzysk olimpijskich. W przeszłości uprawiał także skok wzwyż, skok w dal i skok o tyczce. Jest wielokrotnym rekordzistą kraju.
W 2003 zdobył brązowy medal mistrzostw świata juniorów młodszych w Sherbrooke. W 2010 sięgnął po brąz mistrzostw Azji Zachodniej rozgrywanych w Aleppo. W tym samym roku bez powodzenia startował na igrzyskach azjatyckich. Brązowy medalista mistrzostw panarabskich z 2011. W tym samym roku zajął 8. miejsce na mistrzostwach Azji, zdobył złoto igrzysk Rady Współpracy Zatoki Perskiej oraz srebro igrzysk panarabskich. W 2012 ponownie triumfował na mistrzostwach Azji Zachodniej. W kwietniu 2013 zdobył złoto na mistrzostwach Rady Współpracy Zatoki Perskiej.
W 2012 startował na igrzyskach olimpijskich w Londynie, na których zajął 24. miejsce w eliminacjach i nie awansował do finału.
Wielokrotny medalista mistrzostw kraju.

## Osiągnięcia
| Rok  | Impreza                                     | Miejsce      | Lokata            | Wynik |
| ---- | ------------------------------------------- | ------------ | ----------------- | ----- |
| 2003 | Mistrzostwa świata juniorów młodszych       | Sherbrooke   | 3. miejsce        | 15,55 |
| 2006 | Igrzyska azjatyckie                         | Doha         | 8. miejsce        | 15,96 |
| 2009 | Halowe igrzyska azjatyckie                  | Hanoi        | 4. miejsce        | 16,03 |
| 2010 | Mistrzostwa Azji Zachodniej                 | Aleppo       | 1. miejsce        | 16,80 |
| 2010 | Igrzyska azjatyckie                         | Kanton       | 10. miejsce       | 15,60 |
| 2011 | Mistrzostwa panarabskie                     | Al-Ajn       | 3. miejsce        | 15,78 |
| 2011 | Mistrzostwa Azji                            | Kobe         | 8. miejsce        | 15,72 |
| 2011 | Igrzyska Rady Współpracy Zatoki Perskiej    | Madinat 'Isa | 1. miejsce        | 15,92 |
| 2011 | Igrzyska panarabskie                        | Doha         | 2. miejsce        | 16,41 |
| 2012 | Igrzyska olimpijskie                        | Londyn       | el. – 24. miejsce | 16,06 |
| 2012 | Mistrzostwa Azji Zachodniej                 | Dubaj        | 1. miejsce        | 16,20 |
| 2013 | Mistrzostwa Rady Współpracy Zatoki Perskiej | Doha         | 1. miejsce        | 15,88 |
| 2013 | Mistrzostwa panarabskie                     | Doha         | 5. miejsce        | 15,65 |

## Rekordy życiowe
- Skok wzwyż – 2,10 (2005) rekord Zjednoczonych Emiratów Arabskich juniorów.
- Skok o tyczce – 4,70 (2008) rekord Zjednoczonych Emiratów Arabskich.
- Skok w dal – 7,33 (2006)
- Trójskok – 16,80 (2010) rekord Zjednoczonych Emiratów Arabskich.
- Trójskok (hala) – 16,03 (2009) rekord Zjednoczonych Emiratów Arabskich.